# Jakara Anthony
Jakara Anthony (Cairns, 8 juli 1998) is een Australische freestyleskiester. Ze vertegenwoordigde haar vaderland op de Olympische Winterspelen 2018 in Pyeongchang.

## Carrière
Anthony maakte haar wereldbekerdebuut in januari 2015 in Deer Valley. In februari 2016 scoorde ze in Deer Valley haar eerste wereldbekerpunten. In februari 2017 behaalde de Australische in Tazawako haar eerste toptienklassering in een wereldbekerwedstrijd. Op de wereldkampioenschappen freestyleskiën 2017 in de Spaanse Sierra Nevada eindigde Anthony als twaalfde op het onderdeel moguls en als zestiende op het onderdeel dual moguls. Tijdens de Olympische Winterspelen van 2018 in Pyeongchang eindigde ze als vierde op het onderdeel moguls.
In december 2018 stond de Australische in Thaiwoo voor de eerste maal in haar carrière op het podium van een wereldbekerwedstrijd. Op 18 januari 2019 boekte Anthony in Lake Placid haar eerste wereldbekerzege. In Park City nam ze deel aan de wereldkampioenschappen freestyleskiën 2019. Op dit toernooi veroverde ze de zilveren medaille op het onderdeel moguls.

## Resultaten

### Olympische Winterspelen
| Jaar | Plaats      | Resultaten |
| ---- | ----------- | ---------- |
| 2018 | Pyeongchang | 4e Moguls  |

### Wereldkampioenschappen
| Jaar | Plaats        | Resultaten                 |
| ---- | ------------- | -------------------------- |
| 2017 | Sierra Nevada | 16e Dual Moguls 12e Moguls |
| 2019 | Park City     | 7e Dual Moguls · Moguls    |

### Wereldbeker
Eindklasseringen
| Seizoen   | Algm | MO     |
| --------- | ---- | ------ |
| 2015/2016 | 184e | 41e    |
| 2016/2017 | 95e  | 22e    |
| 2017/2018 | 95e  | 17e    |
| 2018/2019 | 6e   | Brons  |
| 2019/2020 | 7e   | Zilver |

Wereldbekerzeges
| Datum           | Plaats      | Onderdeel |
| --------------- | ----------- | --------- |
| 19 januari 2019 | Lake Placid | Moguls    |